# Nagari Panti
Nagari Panti is een bestuurslaag in het regentschap Pasaman van de provincie West-Sumatra, Indonesië. Nagari Panti telt 35.412 inwoners (volkstelling 2010).